# Karl-Werner Rüsch

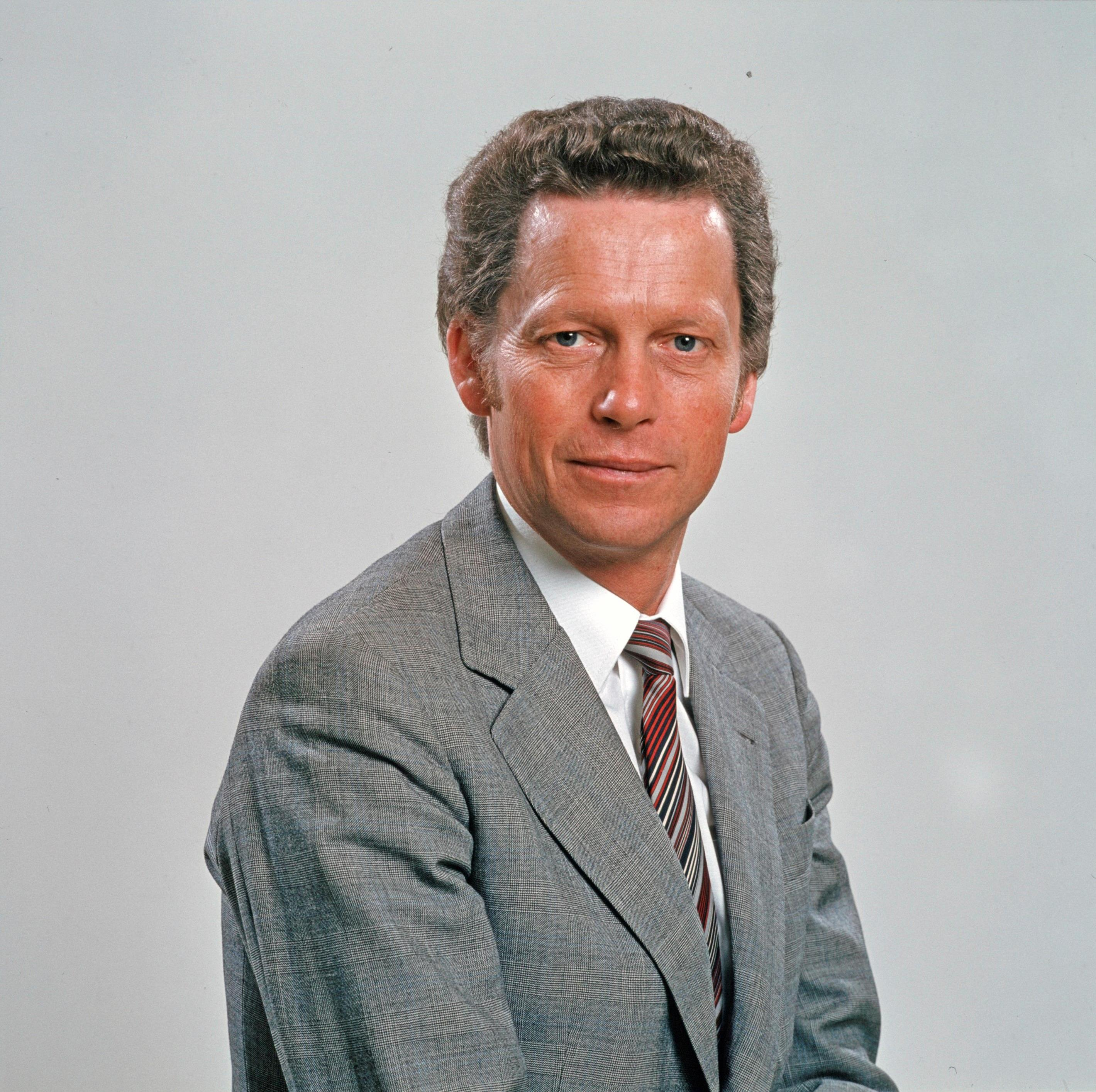
Karl-Werner Rüsch (1981)

Karl-Werner Rüsch (* 29. September 1937 in Teheran; † 12. Februar 2024) war ein österreichischer Politiker (FPÖ) und Ziviltechniker. Rüsch war von 1969 bis 1974 Abgeordneter zum Vorarlberger Landtag, von 1976 bis 1984 als Landesrat Mitglied der Vorarlberger Landesregierung und von 1984 bis 1999 Vizepräsident der Österreichischen Nationalbank.

## Leben und Wirken
Karl-Werner Rüsch wurde am 29. September 1937 als Sohn des Zivilingenieurs Werner Rüsch und dessen Frau Helene Karoline, geb. Feil in der iranischen Hauptstadt Teheran geboren und stammt aus der Vorarlberger Fabrikantenfamilie Rüsch (Rüsch-Werke, Dornbirn). Er ist ein Ururenkel des Fabrikanten Josef Ignaz Rüsch, ein Enkel des Unternehmers Alfred Rüsch und ein Neffe des Bauingenieurs Hubert Rüsch.
Nach der Rückkehr seiner Familie nach Vorarlberg besuchte Karl-Werner Rüsch in seiner Heimatstadt Dornbirn die Volksschule und die Dornbirner Realschule, an der er im Jahr 1956 maturierte. Nach Ableistung des Grundwehrdienstes beim österreichischen Bundesheer in Innsbruck studierte er in den Jahren 1957 bis 1962 Bauingenieurwesen an der Technischen Hochschule München. Im April 1962 wurde er dort zum Diplom-Ingenieur graduiert. Anschließend war er für ein Jahr Assistent von Professor Rudolf Pönninger in Wien, ehe er 1963 als Leiter der technischen Abteilung beim Bau der Staumauer des Stausees Kops eingestellt wurde. Im Jahr 1966 wurde er Leiter der Tiefbauabteilung der Firma Hinteregger. 1968 wechselte er als Zivilingenieur in die Selbständigkeit und übernahm 1969 das Zivilingenieurbüro seines Vaters, das 1978 umfirmierte in Rüsch & Diem.
Bei der Landtagswahl am 19. Oktober 1969 wurde Karl-Werner Rüsch, der erst 1968 Parteimitglied der FPÖ geworden war und dann nach 25 Jahren wieder austrat, als Abgeordneter des Wahlbezirks Dornbirn in den Vorarlberger Landtag gewählt. Nach einer Legislaturperiode schied er zwar im Jahr 1974 wieder aus dem Landtag aus, wurde aber am 17. November 1976 als Nachfolger seines Parteikollegen Hans Sperger vom Landtag zum Landesrat für das Ressort Raumplanung und Baurecht, Wasserbau, Wasserversorgungsanlagen, Kanalisation, Abwasserreinigung und Abfallbeseitigung bestimmt. Die Berufung zum Landesrat wurde politisch kritisiert, da Rüschs Ingenieurbüro 1975 kurz vorher ohne Ausschreibung den Planungsauftrag für den Neubau des Landhauses Bregenz, den Sitz der Vorarlberger Landesregierung, erhalten hatte.
Karl-Werner Rüsch blieb bis zum 20. April 1984 Landesrat in der Vorarlberger Landesregierung. Anschließend wurde er als FPÖ-Politiker „auf einem SPÖ-Ticket“ am 23. April 1984 zum zweiten Vizepräsidenten der Österreichischen Nationalbank (OeNB) bestellt. 
Im November 1995 trat Rüsch nach gegen ihn und die OeNB gerichteten Äußerungen des damaligen FPÖ-Bundesobmanns Jörg Haider aus der FPÖ aus, bei der er 1978–1984 stellvertretender Landesparteiobmann und zeitweise Mitglied des Bundesparteivorstandes war.
Mit der Umstellung der Geschäftsstruktur der OeNB im Jahr 1999 wurde Rüsch Mitglied des Generalrats der Nationalbank. Am 31. Juli 2004 schied er aus dieser Position aus und wurde wieder selbständiger Ziviltechniker, ehe er 2010 in Pension ging.

### Nachrufe
- Alt-Landesrat Karl-Werner Rüsch verstorben, auf presse.vorarlberg.at
- Ehemaliger FPÖ-Landesrat Rüsch gestorben, auf vorarlberg.orf.at
- Alt-Landesrat Karl Werner Rüsch verstorben, auf krone.at